# هاريش ميهتا
هاريش ميهتا (بالإنجليزية: Harish S. Mehta)‏‏ (9 أكتوبر 1947 - ) شخصية أعمال من الهند.